# Mimicat
Маріза Ізабел Лопеш Мена (порт. Marisa Isabel Lopes Mena; нар. 25 жовтня 1984, Коїмбра, Португалія також відома як Mimicat (порт. Mimicat)) — португальська поп та соул співачка та автор пісень. Вона представляє Португалію на пісенному конкурсі Євробачення 2023 з піснею «Ai coração». Раніше вона брала участь у Festival da Canção 2001, національному відборі Португалії на Євробачення того року, з піснею «Mundo colorido» під псевдонімом Ізамена, але не пройшла у фінал.

## Кар'єра
Mimicat брала участь у Festival da Canção 2001 з піснею «Mundo colorido» під псевдонімом Ізамена, прагнучи представити Португалію на пісенному конкурсі Євробачення 2001, але не пройшла у фінал.
У 2014 році вона приєдналася до гурту The Casino Royal, у якому була вокалісткою та автором пісень. У тому ж році вона випустила свій перший альбом під псевдонімом Mimicat «For You». Головний сингл з альбому, «Tell Me Why», був представлений у португальській теленовели Jardins Proibidos.
Вона знову взяла участь у Festival da Canção у 2023 році з власноруч написаною піснею «Ai coração». Пісня виграла як і голосування журі, так і загальне голосування на конкурсі, отримавши право представляти Португалію на пісенному конкурсі Євробачення 2023. Вона виступила у першому півфіналі, після чого пройшла у фінал, де набрала 59 балів і посіла 23 місце..

## Дискографія

### Альбом
| Назва        | Деталі                                              | Найвища позиція чарту | Найвища позиція чарту |
| Назва        | Деталі                                              | POR                   |                       |
| ------------ | --------------------------------------------------- | --------------------- | --------------------- |
| For You      | - Вийшов: 20 жовтня 2014 (POR) - Лейбл: Sony Music  | —                     |                       |
| Back in Town | - Вийшов: 22 вересня 2014 (POR) - Лейбл: Sony Music | 43                    |                       |

### Сингли
| Назва                                             | Рік  | Найвища позиція чарту | Альбом                |
| Назва                                             | Рік  | POR                   | Альбом                |
| ------------------------------------------------- | ---- | --------------------- | --------------------- |
| «Tell Me Why»                                     | 2014 | —                     | For You               |
| «Saviour»                                         | 2015 | —                     | For You               |
| «Stay Strong»                                     | 2016 | —                     | Back in Town          |
| «Gave Me Love»                                    | 2016 | —                     | Back in Town          |
| «Fire»                                            | 2017 | —                     | Back in Town          |
| «Going Down»                                      | 2017 | —                     | Back in Town          |
| «Feels So Good»                                   | 2018 | —                     | Back in Town          |
| «Going Down»                                      | 2018 | —                     | Back in Town          |
| «Tudo ao ar»                                      | 2021 | —                     | Не входить до альбому |
| «Mundo ao Contrário» (Разом з Філіпе Гонсалвесом) | 2022 | —                     | Не входить до альбому |
| «Ai coração»                                      | 2023 | 76                    | Не входить до альбому |